# Nostolachma crassifolia
Espèce
Synonymes
- Coffea crassifolia Gamble[1]
- Lachnastoma crassifolium (Gamble) A.Chev.[1]

Statut de conservation UICN

 EN B1+2c : En danger
Nostolachma crassifolia est une espèce de plantes de la famille des Rubiaceae.

## Publication originale
- Bulletin of the Botanical Survey of India 17: 162. 1975[1978].